# Hikaru Utada/Diskografie
Diese Diskografie ist eine Übersicht über die musikalischen Werke der japanisch-US-amerikanischen Sängerin Hikaru Utada. Den Schallplattenauszeichnungen zufolge hat sie bisher mehr als 60 Millionen Tonträger verkauft. Ihre erfolgreichste Veröffentlichung ist das Album First Love mit über 7,6 Millionen verkauften Einheiten allein in Japan.

## Alben

### Studioalben
| Jahr | Titel                       | Höchstplatzierung, Gesamtwochen, AuszeichnungChartplatzierungen (Jahr, Titel, Platzierungen, Wochen, Auszeichnungen, Anmerkungen) | Höchstplatzierung, Gesamtwochen, AuszeichnungChartplatzierungen (Jahr, Titel, Platzierungen, Wochen, Auszeichnungen, Anmerkungen) | Anmerkungen                                                                              |
| Jahr | Titel                       | JP | US | Anmerkungen                                                                              |
| ---- | --------------------------- | --- | --- | ---------------------------------------------------------------------------------------- |
| 1993 | Star                        | — | — | Erstveröffentlichung: 17. September 1993 Debütalbum als U3                               |
| 1998 | Precious                    | JP4 ×2Doppelplatin · (17 Wo.)JP                                                                                                   | — | Erstveröffentlichung: 28. Januar 1998 Verkäufe JP: + 702.060 Debütalbum als Cubic U      |
| 1999 | First Love                  | JP1 ×8Achtfachdiamant + Gold (Digital) · (265 Wo.)JP                                                                              | — | Erstveröffentlichung: 30. Juni 1999 Verkäufe JP: + 7.650.215 Debütalbum als Utada Hikaru |
| 2001 | Distance                    | JP1 ×4Vierfachdiamant · (62 Wo.)JP                                                                                                | — | Erstveröffentlichung: 28. März 2001 Verkäufe JP: + 4.472.343                             |
| 2002 | Deep River                  | JP1 ×3Dreifachdiamant · (67 Wo.)JP                                                                                                | — | Erstveröffentlichung: 19. Juni 2002 Verkäufe JP: + 3.605.000                             |
| 2004 | Exodus                      | JP1 Diamant · (21 Wo.)JP | US160 (1 Wo.)US | Erstveröffentlichung: 8. September 2004 Verkäufe JP: + 1.074.393 als Utada               |
| 2006 | Ultra Blue                  | JP1 Diamant · (59 Wo.)JP | — | Erstveröffentlichung: 14. Juni 2006 Verkäufe JP: + 1.082.000                             |
| 2008 | Heart Station               | JP1 Diamant · (63 Wo.)JP | — | Erstveröffentlichung: 19. März 2008 Verkäufe JP: + 1.011.373                             |
| 2009 | This Is the One             | JP3 Platin · (25 Wo.)JP | US69 (3 Wo.)US | Erstveröffentlichung: 14. März 2009 Verkäufe JP: + 242.657 als Utada                     |
| 2016 | Fantôme                     | JP1 ×3Dreifachplatin + Gold (Digital) · (114 Wo.)JP                                                                               | — | Erstveröffentlichung: 28. September 2016 Verkäufe JP: + 702.347                          |
| 2018 | Hatsukoi (初恋) Erste Liebe | JP1 Platin · (62 Wo.)JP | — | Erstveröffentlichung: 27. Juni 2018 Verkäufe JP: + 381.520                               |
| 2022 | Bad Mode                    | JP1 Gold · (84 Wo.)JP | — | Erstveröffentlichung: 23. Februar 2022 Verkäufe JP: + 144.000                            |

### Livealben
| Jahr | Titel                                       | Höchstplatzierung, Gesamtwochen, AuszeichnungChartplatzierungen (Jahr, Titel, Platzierungen, Wochen, Auszeichnungen, Anmerkungen) | Höchstplatzierung, Gesamtwochen, AuszeichnungChartplatzierungen (Jahr, Titel, Platzierungen, Wochen, Auszeichnungen, Anmerkungen) | Anmerkungen                             |
| Jahr | Titel                                       | JP | US | Anmerkungen                             |
| ---- | ------------------------------------------- | --- | --- | --------------------------------------- |
| 2022 | Hikaru Utada Live Sessions from Air Studios | — | — | Erstveröffentlichung: 6. Juni 2022      |
| 2024 | Hikaru Utada Science Fiction Tour 2024      | — | — | Erstveröffentlichung: 11. Dezember 2024 |

### Kompilationen
| Jahr | Titel                                      | Höchstplatzierung, Gesamtwochen, AuszeichnungChartplatzierungen (Jahr, Titel, Platzierungen, Wochen, Auszeichnungen, Anmerkungen) | Höchstplatzierung, Gesamtwochen, AuszeichnungChartplatzierungen (Jahr, Titel, Platzierungen, Wochen, Auszeichnungen, Anmerkungen) | Anmerkungen                                                                             |
| Jahr | Titel                                      | JP | US | Anmerkungen                                                                             |
| ---- | ------------------------------------------ | --- | --- | --------------------------------------------------------------------------------------- |
| 2004 | Utada Hikaru Single Collection Vol. 1      | JP1 ×3Dreifachdiamant + Gold (Digital) · (187 Wo.)JP                                                                              | — | Erstveröffentlichung: 31. März 2004 Verkäufe JP: + 2.621.793                            |
| 2010 | Utada Hikaru Single Collection Vol. 2      | JP1 ×2Doppelplatin · (34 Wo.)JP                                                                                                   | — | Erstveröffentlichung: 24. November 2010 Verkäufe JP: + 442.950                          |
| 2010 | Utada the Best                             | JP12 (9 Wo.)JP | — | Erstveröffentlichung: 24. November 2010 Verkäufe JP: + 21.831; als Utada                |
| 2014 | Utada Hikaru Single Collection Vol. 1+2 HD | — | — | Erstveröffentlichung: 9. Dezember 2014 Verkäufe JP: + 5.000; limitierte USB-Kompilation |
| 2024 | Science Fiction                            | JP1 Platin · (43 Wo.)JP | — | Erstveröffentlichung: 10. April 2024 Verkäufe JP: + 284.601                             |

### EPs
| Jahr | Titel         | Höchstplatzierung, Gesamtwochen, AuszeichnungChartplatzierungen (Jahr, Titel, Platzierungen, Wochen, Auszeichnungen, Anmerkungen) | Höchstplatzierung, Gesamtwochen, AuszeichnungChartplatzierungen (Jahr, Titel, Platzierungen, Wochen, Auszeichnungen, Anmerkungen) | Anmerkungen                                                |
| Jahr | Titel         | JP | US | Anmerkungen                                                |
| ---- | ------------- | --- | --- | ---------------------------------------------------------- |
| 2021 | One Last Kiss | JP2 Gold · (79 Wo.)JP | — | Erstveröffentlichung: 10. März 2021 Verkäufe JP: + 178.000 |

### Tributealben
| Jahr | Titel                                                            | Höchstplatzierung, Gesamtwochen, AuszeichnungChartplatzierungen (Jahr, Titel, Platzierungen, Wochen, Auszeichnungen, Anmerkungen) | Höchstplatzierung, Gesamtwochen, AuszeichnungChartplatzierungen (Jahr, Titel, Platzierungen, Wochen, Auszeichnungen, Anmerkungen) | Anmerkungen                                                                                |
| Jahr | Titel                                                            | JP | US | Anmerkungen                                                                                |
| ---- | ---------------------------------------------------------------- | --- | --- | ------------------------------------------------------------------------------------------ |
| 2014 | Utada Hikaru no Uta (宇多田ヒカルのうた) Lieder von Hikaru Utada | JP5 (13 Wo.)JP | — | Erstveröffentlichung: 9. Dezember 2014 Verkäufe JP: + 49.942 Tributealbum für Hikaru Utada |

## Singles
| Jahr | Titel Album                                                                                             | Höchstplatzierung, Gesamtwochen, AuszeichnungChartplatzierungen (Jahr, Titel, Album, Platzierungen, Wochen, Auszeichnungen, Anmerkungen) | Höchstplatzierung, Gesamtwochen, AuszeichnungChartplatzierungen (Jahr, Titel, Album, Platzierungen, Wochen, Auszeichnungen, Anmerkungen) | Anmerkungen |
| Jahr | Titel Album                                                                                             | JP | US | Anmerkungen |
| ---- | --- | --- | --- | --- |
| 1995 | Rainy Day –                                                                                             | — | — | Erstveröffentlichung: 1995 als U3 |
| 1995 | New Life –                                                                                              | — | — | Erstveröffentlichung: 1995 als U3 |
| 1996 | Tsumetai Tsuki: Nakanaide (冷たい月－泣かないで-) –                                                     | — | — | Erstveröffentlichung: 9. September 1996 als U3 |
| 1997 | I’ll Be Stronger –                                                                                      | — | — | Erstveröffentlichung: 1997 als Cubic U |
| 1997 | Close to You Precious                                                                                   | — | — | Erstveröffentlichung: 28. Januar 1997 als Cubic U |
| 1998 | Automatic / Time Will Tell First Love                                                                   | JP2 ×4Vierfachplatin + Platin (Digital) · (23 Wo.)JP                                                                                     | — | Erstveröffentlichung: 9. Dezember 1998 · Verkäufe JP: + 2.062.780; als Utada Hikaru · + JP: Platin (Streaming) |
| 1999 | Movin’ on Without You First Love                                                                        | JP1 ×3Dreifachplatin · (13 Wo.)JP | — | Erstveröffentlichung: 17. Februar 1999 Verkäufe JP: + 1.226.580 |
| 1999 | First Love                                                                                              | JP2 ×2Doppelplatin + Doppelplatin (Digital) · (19 Wo.)JP                                                                                 | — | Erstveröffentlichung: 28. April 1999 · Verkäufe JP: + 804.320 · + JP: ×2Doppelplatin (Streaming) , + JP: Gold (Streaming Remastered 2014) |
| 1999 | Thank You Star                                                                                          | — | — | Erstveröffentlichung: 1. Mai 1999 als U3 |
| 1999 | Golden Era –                                                                                            | — | — | Erstveröffentlichung: 5. Mai 1999 als U3 |
| 1999 | Addicted to You Distance                                                                                | JP1 ×4Vierfachplatin · (16 Wo.)JP | — | Erstveröffentlichung: 10. November 1999 Verkäufe JP: + 1.784.050 |
| 2000 | Wait & See: Risk (Wait & See ~リスク~) Distance                                                         | JP1 ×4Vierfachplatin · (21 Wo.)JP | — | Erstveröffentlichung: 19. April 2000 Verkäufe JP: + 1.662.060 |
| 2000 | For You / Time Limit (For You / タイム・リミット) Distance                                              | JP1 ×3Dreifachplatin · (13 Wo.)JP | — | Erstveröffentlichung: 30. Juni 2000 Verkäufe JP: + 888.650 |
| 2000 | Remix: Fly Me to the Moon Wait & See (Risk)                                                             | — | — | Erstveröffentlichung: 5. Oktober 2000 Verkäufe JP: + 20.000 |
| 2001 | Can You Keep a Secret? Distance                                                                         | JP1 ×3Dreifachplatin + Platin (Digital) · (11 Wo.)JP                                                                                     | — | Erstveröffentlichung: 16. Februar 2001 · Verkäufe JP: + 1.484.940 · + JP: Platin (Streaming) |
| 2001 | Final Distance Deep River                                                                               | JP2 Platin · (13 Wo.)JP | — | Erstveröffentlichung: 25. Juli 2001 Verkäufe JP: + 582.120 |
| 2001 | Traveling Deep River                                                                                    | JP1 Diamant + Gold (Mobile Downloads) · (21 Wo.)JP                                                                                       | — | Erstveröffentlichung: 28. November 2001 Verkäufe JP: + 856.140 |
| 2002 | Hikari (光) Deep River                                                                                  | JP1 ×2Doppelplatin + Gold (Mobile Downloads) · (13 Wo.)JP                                                                                | — | Erstveröffentlichung: 20. März 2002 Verkäufe JP: + 598.130 |
| 2002 | Sakura Drops / Letters (SAKURAドロップス / Letters) Deep River                                          | JP1 ×2Doppelplatin + Gold (Mobile Downloads) · (10 Wo.)JP                                                                                | — | Erstveröffentlichung: 9. Mai 2002 Verkäufe JP: + 686.720 |
| 2003 | Colors Single Collection Vol. 1 / Ultra Blue                                                            | JP1 Diamant + Gold (Mobile Downloads) · (45 Wo.)JP                                                                                       | — | Erstveröffentlichung: 29. Januar 2003 Verkäufe JP: + 893.720 |
| 2003 | Kodomo-Tachi no Uta ga Kikoeru (子供たちの歌が闻こえる) Star                                            | — | — | Erstveröffentlichung: 27. Juli 2003 als U3 |
| 2004 | Dareka no Negai ga Kanau Koro (誰かの願いが叶うころ) Our Last Day: Casshern Official Album / Ultra Blue | JP1 ×2Doppelplatin + Platin (Digital) · (22 Wo.)JP                                                                                       | — | Erstveröffentlichung: 21. April 2004 · Verkäufe JP: + 365.206 · + JP: ×2Doppelplatin (Klingelton) |
| 2004 | Easy Breezy Exodus                                                                                      | JP— ×2Doppelplatin (Klingelton)JP | — | Erstveröffentlichung: 3. August 2004 als Utada |
| 2004 | Devil Inside Exodus                                                                                     | — | — | Erstveröffentlichung: 14. September 2004 als Utada |
| 2005 | Exodus ’04 Exodus                                                                                       | — | — | Erstveröffentlichung: 21. Juni 2005 als Utada |
| 2005 | Be My Last Ultra Blue                                                                                   | JP1 ×2Doppelplatin + Gold (Mobile Downloads) · (16 Wo.)JP                                                                                | — | Erstveröffentlichung: 28. September 2005 · Verkäufe JP: + 150.928 · + JP: ×2Doppelplatin (Klingelton) |
| 2005 | You Make Me Want to Be a Man Exodus (UK Edition)                                                        | — | — | Erstveröffentlichung: 19. Oktober 2005 als Utada |
| 2005 | Passion Ultra Blue                                                                                      | JP4 Gold (Mobile Downloads) · (16 Wo.)JP                                                                                                 | — | Erstveröffentlichung: 14. Dezember 2005 Verkäufe JP: + 112.345 |
| 2006 | Keep Tryin’ Ultra Blue                                                                                  | JP2 Platin + Gold (Downloads) · (11 Wo.)JP                                                                                               | — | Erstveröffentlichung: 22. Februar 2006 · Verkäufe JP: + 125.077 · + JP: ×3Dreifachplatin (Klingelton) , + JP: Gold (Mobile Downloads) |
| 2006 | This Is Love Ultra Blue                                                                                 | JP— ×2Platin (Mobile Downloads) + Doppelplatin (Klingelton)JP                                                                            | — | Erstveröffentlichung: 31. Mai 2006 · Verkäufe JP: + 350.000 DL · + JP: Gold (Downloads) |
| 2006 | Boku wa Kuma (ぼくはくま) Heart Station                                                                 | JP4 Gold + Gold (Mobile Downloads) · (22 Wo.)JP                                                                                          | — | Erstveröffentlichung: 22. November 2006 Verkäufe JP: + 147.041 |
| 2007 | Flavor of Life Heart Station                                                                            | JP1 ×2Doppelplatin + Diamant (Mobile Downloads) · (45 Wo.)JP                                                                             | — | Erstveröffentlichung: 28. Februar 2007 · Verkäufe JP: + 650.510 · + JP: Platin (Downloads), + JP: Diamant (Klingelton), + JP: ×3Dreifachplatin (Mobile Downloads Ballad Version) , + JP: Gold (Downloads Ballad Version), + JP: ×2Doppeldiamant (Klingelton Ballad Version) , + JP: Gold (Streaming) |
| 2007 | Kiss & Cry Heart Station                                                                                | JP— ×2Doppelplatin (Klingelton) + Gold (Downloads)JP                                                                                     | — | Erstveröffentlichung: 31. Mai 2007 · Verkäufe JP: + 200.000 DL · + JP: Gold (Mobile Downloads) |
| 2007 | Fly Me to the Moon (In Other Words) (2007 Mix) Evangelion: 1.0 You Are (Not) Alone Original Soundtrack  | JP— Gold (Mobile Downloads)JP | — | Erstveröffentlichung: 27. Juni 2007 |
| 2007 | Beautiful World Heart Station                                                                           | JP2 Platin + Diamant (Digital) · (26 Wo.)JP                                                                                              | — | Erstveröffentlichung: 29. August 2007 · Verkäufe JP: + 235.050 · + JP: ×2Doppelplatin (Klingelton) , + JP: Gold (Streaming) |
| 2007 | Do You Ne-Yo: The Collection                                                                            | — | — | Erstveröffentlichung: 21. November 2007 als Utada feat. Ne-Yo |
| 2008 | Heart Station / Stay Gold Heart Station                                                                 | JP3 Gold + Platin (Mobile Downloads) · (11 Wo.)JP                                                                                        | — | Erstveröffentlichung: 20. Februar 2008 · Verkäufe JP: + 80.762 · + JP: Gold (Downloads), + JP: ×2Doppelplatin (Klingelton Stay Gold) , + JP: Gold (Mobile Downloads Stay Gold) |
| 2008 | Fight the Blues Heart Station                                                                           | — | — | Erstveröffentlichung: 27. März 2008 Verkäufe JP: + 130.000 DL |
| 2008 | Prisoner of Love Heart Station                                                                          | JP2 Gold + Diamant (Mobile Downloads) · (12 Wo.)JP                                                                                       | — | Erstveröffentlichung: 21. Mai 2008 · Verkäufe JP: + 83.626 · + JP: Diamant (Klingelton), + JP: Gold (Download), + JP: Gold (Streaming) |
| 2008 | Eternally: Drama Mix –                                                                                  | JP— Gold (Downloads) + Gold (Mobile Downloads)JP                                                                                         | — | Erstveröffentlichung: 31. Oktober 2008 · Verkäufe JP: + 500.000 · + JP: Gold (Mobile Downloads Eternally) |
| 2009 | Come Back to Me This Is the One                                                                         | JP— Gold (Mobile Downloads)JP | — | Erstveröffentlichung: 10. Februar 2009 als Utada |
| 2009 | Beautiful World: Planitb Acoustica Mix Single Collection Vol. 2                                         | JP— Platin (Digital)JP | — | Erstveröffentlichung: 27. Juni 2009 Verkäufe JP: + 150.000 |
| 2010 | Hymne à l’amour: Ai no Anthem (Hymne à l’amour ~愛のアンセム~) Single Collection Vol. 2                 | — | — | Erstveröffentlichung: 9. Oktober 2010 |
| 2010 | Goodbye Happiness Single Collection Vol. 2                                                              | JP— Gold (Downloads) + Gold (Mobile Downloads)JP                                                                                         | — | Erstveröffentlichung: 3. November 2010 Verkäufe JP: + 200.000 |
| 2012 | Sakura Nagashi (桜流し) Fantôme                                                                         | JP— ×2Doppelplatin (Digital)JP | — | Erstveröffentlichung: 17. November 2012 Verkäufe JP: + 500.000 |
| 2016 | Hanataba wo Kimi ni (花束を君に) Fantôme                                                                | JP— ×3Dreifachplatin (Digital) + Platin (Streaming)JP                                                                                    | — | Erstveröffentlichung: 15. April 2016 Verkäufe JP: + 750.000 |
| 2016 | Manatsu no Tooriame (真夏の通り雨) Fantôme                                                              | JP— Platin (Digital)JP | — | Erstveröffentlichung: 15. April 2016 Verkäufe JP: + 250.000 |
| 2016 | Michi (道) Fantôme                                                                                      | JP— Platin (Digital) + Platin (Streaming)JP                                                                                              | — | Erstveröffentlichung: 16. September 2016 Verkäufe JP: + 250.000 |
| 2017 | Oozora de Dakishimete (大空で抱きしめて) Hatsukoi                                                       | JP— Gold (Digital)JP | — | Erstveröffentlichung: 10. Juli 2017 Verkäufe JP: + 100.000 |
| 2017 | Forevermore Hatsukoi                                                                                    | JP— Gold (Digital)JP | — | Erstveröffentlichung: 28. Juli 2017 Verkäufe JP: + 100.000 |
| 2017 | Anata (あなた) Hatsukoi                                                                                 | JP— Platin (Digital) + Gold (Streaming)JP                                                                                                | — | Erstveröffentlichung: 8. Dezember 2017 Verkäufe JP: + 284.694 DL |
| 2018 | Play a Love Song Hatsukoi                                                                               | JP— Gold (Digital)JP | — | Erstveröffentlichung: 25. April 2018 Verkäufe JP: + 113.723 DL |
| 2018 | Hatsukoi (初恋) Hatsukoi                                                                                | JP— Platin (Digital) + Gold (Streaming)JP                                                                                                | — | Erstveröffentlichung: 30. Mai 2018 Verkäufe JP: + 250.000 |
| 2018 | Too Proud (L1 Remix) Hatsukoi                                                                           | — | — | Erstveröffentlichung: 6. November 2018 mit XZT, Suboi, EK |
| 2018 | Chikai (誓い) Hatsukoi                                                                                  | — | — | Erstveröffentlichung: 10. Dezember 2018 Verkäufe JP: + 46.000 DL |
| 2019 | Face My Fears Bad Mode                                                                                  | JP6 (17 Wo.)JP | US98 (1 Wo.)US | Erstveröffentlichung: 6. März 2019 Verkäufe JP: + 30.700; mit Skrillex |
| 2020 | Time Bad Mode                                                                                           | JP— Gold (Digital)JP | — | Erstveröffentlichung: 8. Mai 2020 Verkäufe JP: + 105.000 DL |
| 2020 | Dare ni mo Iwa Nai Bad Mode                                                                             | — | — | Erstveröffentlichung: 2020 Verkäufe JP: + 20.000 DL |
| 2021 | One Last Kiss One Last Kiss / Bad Mode                                                                  | JP— Platin (Digital) + Platin (Streaming)JP                                                                                              | — | Erstveröffentlichung: 9. März 2021 Verkäufe JP: + 224.000 DL |
| 2021 | Pink Blood Bad Mode                                                                                     | — | — | Erstveröffentlichung: 2021 Verkäufe JP: + 22.000 DL |
| 2021 | Kimi ni Muchū (君に夢中) Bad Mode                                                                       | JP— Gold (Digital) + Platin (Streaming)JP                                                                                                | — | Erstveröffentlichung: 26. November 2021 Verkäufe JP: + 128.000 DL |
| 2022 | First Love (2022 Mix) / Hatsukoi (2022 Remastering) Science Fiction                                     | JP— Gold (Streaming)JP | — | Erstveröffentlichung: 2022 |
| 2023 | Gold (Mata au Hi Made) Science Fiction                                                                  | — | — | Erstveröffentlichung: 2023 |
| 2024 | Naniiro Demonai Hana Science Fiction                                                                    | — | — | Erstveröffentlichung: 2024 |
| 2024 | Somewhere Near Marseilles (Sci-Fi Edit) Science Fiction                                                 | — | — | Erstveröffentlichung: 2024 |

Weitere Lieder
- 2001: Distance (JP: Gold (Digital))
- 2010: Can’t Wait ’Til Christmas (JP: Gold (Downloads), +Gold (Mobile Downloads))
- 2016: Nijikan Dake no Vacance (JP: Gold (Digital))

## Videoalben
| Jahr | Titel                                        | Höchstplatzierung, Gesamtwochen, AuszeichnungChartsChartplatzierungen (Jahr, Titel, Platzierungen, Wochen, Auszeichnungen, Anmerkungen) | Anmerkungen                                                           |
| Jahr | Titel                                        | JP | Anmerkungen                                                           |
| ---- | -------------------------------------------- | --- | --------------------------------------------------------------------- |
| 1999 | Single Clip Collection Vol. 1                | JP1 (41 Wo.)JP | Erstveröffentlichung: 12. Dezember 1999                               |
| 2000 | Wait & See: Risk                             | JP1 (19 Wo.)JP | Erstveröffentlichung: 30. Juni 2000                                   |
| 2000 | Bohemian Summer 2000                         | JP1 (33 Wo.)JP | Erstveröffentlichung: 9. Dezember 2000                                |
| 2001 | Single Clip Collection Vol. 2                | JP1 (18 Wo.)JP | Erstveröffentlichung: 27. September 2001                              |
| 2001 | Utada Hikaru Unplugged                       | JP1 (12 Wo.)JP | Erstveröffentlichung: 28. November 2001                               |
| 2002 | Traveling                                    | JP1 (16 Wo.)JP | Erstveröffentlichung: 30. Januar 2002                                 |
| 2002 | Utada Hikaru Single Clip Collection + Vol. 3 | JP3 (27 Wo.)JP | Erstveröffentlichung: 30. September 2002                              |
| 2003 | Colors                                       | JP1 Gold · (6 Wo.)JP | Erstveröffentlichung: 12. März 2003                                   |
| 2003 | UH Live Streaming 20-dai wa Ikeike!          | JP3 Gold · (21 Wo.)JP | Erstveröffentlichung: 29. März 2003                                   |
| 2004 | Dareka no Negai ga Kanau Koro                | JP10 (7 Wo.)JP | Erstveröffentlichung: 28. Juli 2004                                   |
| 2004 | Utada Hikaru in Budokan 2004: Hikaru no 5    | JP1 Gold · (17 Wo.)JP | Erstveröffentlichung: 28. Juli 2004                                   |
| 2006 | Utada Hikaru Single Clip Collection Vol. 4   | JP2 (8 Wo.)JP | Erstveröffentlichung: 27. September 2006                              |
| 2006 | Utada United 2006                            | JP14 (13 Wo.)JP | Erstveröffentlichung: 20. Dezember 2006                               |
| 2011 | Wild Life: Live at the Yokohama Arena 2010   | JP9 (19 Wo.)JP | Erstveröffentlichung: 20. April 2011 erstmals auch auf Blu-ray Disc   |
| 2012 | Sakura Nagashi (桜流し)                      | JP4 (12 Wo.)JP | Erstveröffentlichung: 26. Dezember 2012                               |
| 2013 | Utada: In the Flesh 2010                     | — | Erstveröffentlichung: 8. Dezember 2013 nur über iTunes veröffentlicht |
| 2019 | Hikaru Utada Laughter in the Dark Tour 2018  | — | Erstveröffentlichung: 26. Juni 2019                                   |

## Lieder
- Solo

1. Automatic
2. Time Will Tell
3. Movin’ On Without You
4. B&C
5. In My Room
6. First Love
7. Amai Wana: Paint It, Black (甘いワナ ~Paint It, Black)
8. Never Let Go
9. Another Chance
10. Give Me a Reason
11. Addicted to You
12. Wait & See: Risk (Wait & See ~リスク~)
13. Hayatochiri (はやとちり)
14. For You
15. Time Limit (タイム・リミット)
16. Can You Keep a Secret?
17. Kettobase! (蹴っ飛ばせ!)
18. Distance
19. Sunglasses (サングラス)
20. Drama (ドラマ)
21. Eternally
22. Parody
23. Kotoba ni Naranai Kimochi (言葉にならない気持ち)
24. Final Distance
25. Traveling
26. Hikari (光)
27. Sakura Drops (SAKURAドロップス)
28. Letters
29. Shiawase ni Narō (幸せになろう)
30. Deep River
31. Play Ball (プレイ・ボール)
32. Tokyo Nights (東京Nights)
33. A.S.A.P.
34. Uso Mitai na I Love You (嘘みたいなI Love You)
35. Colors
36. Simple and Clean
37. Dareka no Negai ga Kanau Koro (誰かの願いが叶うころ)
38. Easy Breezy
39. Devil Inside
40. Exodus ’04
41. The Workout
42. Tippy Toe
43. Hotel Lobby
44. Animato
45. Kremlin Dusk
46. You Make Me Want to Be a Man
47. Wonder ’Bout
48. Let Me Give You My Love
49. About Me
50. Be My Last
51. Passion
52. Keep Tryin’
53. Wings
54. This Is Love
55. Blue
56. Nichiyō no Asa (日曜の朝)
57. Making Love
58. Kairo (海路)
59. Boku wa Kuma (ぼくはくま)
60. Flavor of Life
61. Kiss & Cry
62. Beautiful World
63. Heart Station
64. Stay Gold
65. Fight the Blues
66. Celebrate
67. Prisoner of Love
68. Take 5 (テイク5)
69. Nijiiro Bus (虹色バス)
70. Come Back to Me
71. Me Muero
72. Merry Christmas Mr. Lawrence – FYI
73. Apple and Cinnamon
74. Taking My Money Back
75. This One (Crying like a Child)
76. Automatic Part II
77. Dirty Desire
78. Poppin’
79. On and On
80. Sanctuary
81. Goodbye Happiness
82. Arashi no Megami (嵐の女神)
83. Show Me Love (Not a Dream)
84. Can’t Wait ’Til Christmas
85. Sakura Nagashi (桜流し)
86. Hanataba wo Kimi ni (花束を君に)
87. Manatsu no Tooriame (真夏の通り雨)
88. Michi (道)
89. Ore no Kanojo (俺の彼女)
90. Ningyo (人魚)
91. Kōya no Ōkami (荒野の狼)
92. Jinsei Saikō no Hi (人生最高の日)
93. Oozora de Dakishimete (大空で抱きしめて)
94. Forevermore
95. Anata (あなた)
96. Play a Love Song
97. Hatsukoi (初恋)
98. Chikai (誓い)
99. Good Night
100. Pakuchī no Uta (パクチーの唄)
101. Nokoriga (残り香)
102. Yūnagi (夕凪)
103. Shittosarerubeki Jinsei (嫉妬されるべき人生)
104. Face My Fears

- Cover

1. Fly Me to the Moon (in Other Words) (original von Kaye Ballard)
2. I Love You (original von Yutaka Ozaki)
3. Hymne à l’Amour: Ai no Anthem (Hymne à l’amour ~愛のアンセム~) (original von Édith Piaf)

- Zusammenarbeiten

1. First Love (mit David Sanborn)
2. Blow My Whistle (mit Foxy Brown)
3. Promise “I Do” (mit Maki Ohguro)
4. I Won’t Last a Day Without You (mit Sheena Ringo)
5. Kaze ga Fuiteru (風が吹いている) (mit Kuzu)
6. By Your Side (mit Timbaland und Kiley Dean)
7. Exodus ’04 (Remix) (mit Nas, 2Pac und The Notorious B.I.G.)
8. One Night Magic (mit Masashi Yamada)
9. Do You (mit Ne-Yo)
10. Nijikan Dake no Vacance (二時間だけのバカンス) (mit Sheena Ringo)
11. Tomodachi (ともだち) (mit Nariaki Obukuro)
12. Bōkyaku (忘却) (mit KOHH)
13. Final Distance (13 Years Distance Mix) (mit Ai)
14. Lonely One (mit Nariaki Obukuro)
15. Maru no Uchi Sadistic (丸の内サディスティック) (mit Nariaki Obukuro)
16. Too Proud (mit Jevon)
17. Too Proud (L1 Remix) (mit XZT, Suboi und EK)

- Übergänge

1. Interlude
2. Bridge (Interlude)
3. Opening
4. Crossover Interlude
5. Eclipse (Interlude)
6. Gentle Beast Interlude

## Statistik

### Chartauswertung
|                     | JP     | US    |
| ------------------- | ------ | ----- |
| Nummer-eins-Alben   | JP12JP | US—US |
| Top-10-Alben        | JP16JP | US—US |
| Alben in den Charts | JP17JP | US2US |

|                       | JP     | US    |
| --------------------- | ------ | ----- |
| Nummer-eins-Singles   | JP12JP | US—US |
| Top-10-Singles        | JP22JP | US—US |
| Singles in den Charts | JP22JP | US1US |

|                          | JP     |
| ------------------------ | ------ |
| Nummer-eins-Videoalben   | JP8JP  |
| Top-10-Videoalben        | JP14JP |
| Videoalben in den Charts | JP15JP |

### Auszeichnungen für Musikverkäufe
Anmerkung: Auszeichnungen in Ländern aus den Charttabellen bzw. Chartboxen sind in ebendiesen zu finden.
| Land/RegionAuszeichnungen für Musikverkäufe (Land/Region, Auszeichnungen, Verkäufe, Quellen) | Gold       | Platin       | Diamant       | Verkäufe   | Quellen            |
| -------------------------------------------------------------------------------------------- | ---------- | ------------ | ------------- | ---------- | ------------------ |
| Japan (RIAJ)                                                                                 | 50× Gold50 | 93× Platin93 | 30× Diamant30 | 60.050.000 | riaj.or.jp JP2 JP3 |
| Insgesamt                                                                                    | 50× Gold50 | 93× Platin93 | 30× Diamant30 |            |                    |